# Чурина
Чу́рина (рос. Чурина) — присілок у складі Юргінського району Тюменської області, Росія.
Населення — 81 особа (2010, 90 у 2002).
Національний склад станом на 2002 рік:
- росіяни — 89 %